# Diane Watson
Diane Edith Watson (Los Angeles, 12 novembre 1933) è una politica statunitense, ex-membro della Camera dei Rappresentanti per lo stato della California in seguito alla morte di Julian Dixon ed ex ambasciatrice degli Stati Uniti in Micronesia.